# 瓦莱丽亚·沙巴琳娜
瓦莱丽亚·安德烈耶夫娜·沙巴琳娜（俄語：Валерия Андреевна Шабалина；1995年6月9日—）是俄罗斯残奥会游泳运动员，曾五获冠军。其人亦在世界残疾人游泳锦标赛及国际智力障碍运动员体育联合会全球运动会获得多枚奖牌，亦为俄罗斯体育大师。

## 生平
瓦莱丽亚·沙巴琳娜于1995年6月9日出生于车里雅宾斯克地区。其曾在车里雅宾斯克体育学院学习，教练是俄罗斯荣誉教练塔季扬娜·维亚切斯拉夫娜·诺维科娃（Новикова Татьяна Вячеславовна）。她擅长自由泳、混合泳、蝶泳和仰泳。
2016年，沙巴琳娜在欧锦赛获得三金一铜；2019年世锦赛，又有三金二银一铜入账。次年10月，她在萨兰斯克全俄游泳锦标赛获得四金一银。至此，她在全国锦标赛获得39金。
在2020年东京残奥会上，瓦莱丽亚·沙巴琳娜以1分03秒59的成绩夺得100米蝶泳金牌。不久，她在200米自由泳在决赛中以0.28秒的优势力克贝瑟尼·弗斯，获得冠军。及后，她又在200米个人混合泳比赛获得第三金。
2021年9月2日，沙巴琳娜在残奥会100米仰泳比赛中获得银牌。
巴黎残奥会期间，沙巴琳娜在200米自由泳和混合泳S14级比赛中取得金牌，又在100米仰泳比赛中收获银牌。惟在100米蝶泳比赛中，沙巴琳娜不敌英国选手波皮·马斯基尔和香港特区的陳睿琳，排名第三。赛后，沙巴琳娜被授予荣誉勋章，以示表彰。